# 7 MEN 侍
7 MEN 侍（セブンメンさむらい）は、かつてSTARTO ENTERTAINMENTに所属していたジュニア内の6人組男性アイドルグループ。
グループ名はジャニー喜多川が考案したものであり、黒澤明監督映画『七人の侍』が由来。歌だけでなくバンド、ダンス、スケートボードができるグループで、2020年10月の『ミュージックステーション』出演時には、「Jr.屈指のバンドグループで異端児」と紹介され、本人たちも深く納得していた。
「痺れるほど俺たちを愛してくれる」という意味を込め、ファンネームは、姫、痺愛（どちらもヒメと読む）。

## メンバー

### 活動終了時のメンバー
公式プロフィールを基に記述。
| 名前                           | 生年月日               | 出身地   | 血液型 | メンバーカラー | 入所日        | 担当楽器         | 備考                                                |
| ------------------------------ | ---------------------- | -------- | ------ | -------------- | ------------- | ---------------- | --------------------------------------------------- |
| 中村嶺亜 （なかむら れいあ）   | 1997年4月2日（28歳）   | 東京都   | A型    | 黄             | 2009年10月3日 | ギター           | 2025年2月16日より、新グループ『KEY TO LIT』へ加入。 |
| 菅田琳寧 （すげた りんね）     | 1998年5月12日（27歳）  | 神奈川県 | B型    | 赤             | 2011年3月20日 | サックス、ギター | 2025年2月16日より、新グループ『B&ZAI』へ加入。      |
| 本髙克樹 （もとだか かつき）   | 1998年12月6日（26歳）  | 東京都   | O型    | 緑             | 2011年8月27日 | キーボード       | 2025年2月16日より、新グループ『B&ZAI』へ加入。      |
| 佐々木大光 （ささき たいこう） | 2002年5月20日（23歳）  | 東京都   | B型    | 紫             | 2015年5月2日  | ドラム           | 2025年2月16日より、新グループ『KEY TO LIT』へ加入。 |
| 今野大輝 （こんの たいき）     | 1999年11月24日（25歳） | 神奈川県 | A型    | ピンク         | 2012年6月3日  | リードギター     | 2025年2月16日より、新グループ『B&ZAI』へ加入。      |
| 矢花黎 （やばな れい）         | 2000年8月10日（24歳）  | 東京都   | A型    | 白             | 2011年2月6日  | ベース           | 2025年2月16日より、新グループ『B&ZAI』へ加入。      |

### 旧メンバー
| 名前                         | 生年月日              | 出身地 | 血液型 | メンバーカラー |
| ---------------------------- | --------------------- | ------ | ------ | -------------- |
| 前田航気                     |                       |        |        | 青             |
| 五十嵐玲央 （いがらし れお） | 2001年3月13日（24歳） | 埼玉県 | O型    | オレンジ       |

## 来歴
中村と菅田がジャニー喜多川と雑談していたところ、2017年秋ごろからリハーサルの空き時間によくスケボーで遊んでいたメンバーで「グループでやってもいいんじゃない？」という話になり、急遽メンバーに召集がかかる。2018年2月26日、『ジャニーズ銀座2018』に向けて菅田、五十嵐、中村、本髙、佐々木、今野、前田の7人で結成され、ホームページでもユニットの結成が告知される。同年4月発売のアイドル雑誌でメンバーが初お披露目された。12月6日から上演された『JOHNNYS' King & Prince IsLAND』から矢花黎が加入する。
2025年2月16日、新グループ結成の発表により事実上の解散となった。

## オリジナル曲
- サムダマ[25]（詞：松原さらり、曲：南田健吾） - JASRAC作品コード：256-8324-1、初のオリジナル曲[26]
- サイレン[27][28]（詞：高木誠司 / 空谷泉身、曲：ERIXON CHRISTOFER JONAS ROBIN / MELIN JOSEF MATTIAS）- JASRAC作品コード：1P0-3480-9
- シャウト[29]（詞：MiNE / 佐原康太、曲：CLARK ANDREAS KENNEDY / EKLUND ERIK / DE LUNA MONTAS JOEL ALBERT / EKLUND NICKLAS / HALLGREN PATRIK KJELL / GUSTAV WESTPHAL RONNY GLENN） - JASRAC作品コード：1Q5-8388-1
- さよならまたねもうちょっと[30]（詞：miyakei、曲：Ryo Mizutani） - JASRAC作品コード：285-6780-3
- Banana[26]（曲：矢花黎） - JASRAC作品コード：501-8858-5、インスト曲[26]
- B4N4N4[31]（詞：本髙克樹 / 矢花黎、曲：矢花黎） - JASRAC作品コード：301-5364-6
- Chaos Killer[32]（詞：菅田琳寧 / 本髙克樹、曲：A.K.Janeway / 本髙克樹） - JASRAC作品コード：297-1897-0
- Glorious[33]（詞：KOMEI KOBAYASHI、曲：LIDBOM ERIK GUSTAF） - JASRAC作品コード：1T9-4047-3
- 足跡[33]
- アスパラベーコン（作詞：菅田琳寧、曲：矢花黎）[34]
- re:start[35]
- MASSARA[35]

## ディスコグラフィ

### 映像作品
|     | 発売日        | タイトル                     | 形態     | 規格品番    | 備考                                             |
| --- | ------------- | ---------------------------- | -------- | ----------- | ------------------------------------------------ |
| 1st | 2025年3月28日 | 7 MEN 侍 LIVE 2024 and JOY！ | 2DVD     | LCBA-0068/9 | ファミクラストアオンライン限定・受注生産販売商品 |
| 1st | 2025年3月28日 | 7 MEN 侍 LIVE 2024 and JOY！ | 2Blu-ray | LCXA-0018/9 | ファミクラストアオンライン限定・受注生産販売商品 |

## 出演

### 舞台
- ジャニーズ銀座2018 観なきゃソン！ボクたちの作るジャニカルとスペシャルショータイム（2018年4月29日 - 6月3日、シアタークリエ）[22]
- ジャニーズ銀座2018「7 MEN 侍」やったぜ!追加公演!!（2018年5月24日、シアタークリエ）[38]
- DREAM BOYS（2018年9月6日 - 30日、帝国劇場）[39] - 菅田・五十嵐・中村・本髙・佐々木・今野[40]
- JOHNNYS' King & Prince IsLAND（2018年12月6日 - 2019年1月27日、帝国劇場）[23]
- JOHNNYS' Experience（2019年3月6日 - 8日、TOKYO DOME CITY HALL）[41]
- ジャニーズ銀座2019 Tokyo Experience（2019年5月27日 - 6月2日〔出演者D〕[42]、シアタークリエ）[43]
- DREAM BOYS（2019年9月3日 - 27日、帝国劇場） - 中村・佐々木[注釈 3]
- JOHNNYS' IsLAND（2019年12月8日 - 2020年1月27日、帝国劇場）[46][47]
- DREAM BOYS（2020年12月10日 - 2021年1月27日、帝国劇場）[48]
- ジャニーズ銀座2021 Tokyo Experience（2021年5月12日[注釈 4] - 16日、シアタークリエ）[50]
- DREAM BOYS（2021年9月6日 - 29日、帝国劇場）[51]
- ABC座 ジャニーズ伝説2021 at IMPERIAL THEATRE（2021年12月7日 - 21日、帝国劇場）[52]
- JOHNNYS' IsLAND THE NEW WORLD（2022年1月1日 - 19日[注釈 5]、帝国劇場）[54]
- JOHNNYS' Experience（2022年6月3日 - 5日[注釈 6]、東京グローブ座）
- DREAM BOYS（2022年9月8日 - 30日、帝国劇場）[57][58]
- ABC座 10th Anniversary ジャニーズ伝説2022 at IMPERIAL THEATRE（2022年12月5日 - 22日、帝国劇場）[59]
- DREAM BOYS（2023年9月9日 - 28日、帝国劇場）[60][61]
- 帝国劇場 2024年新春公演 Act ONE（2024年1月1日 - 27日、帝国劇場）[32][62]
- MASSARA（2024年9月4日 - 29日、新橋演舞場） - 主演[35][63]

### コンサート
- 夏祭り！裸の少年（2018年7月28日 - 8月2日〔HiHi Jets編〕、EXシアター六本木）[64]
- パパママ一番 裸の少年 夏祭り！ オープンライブ（2019年7月20日・8月17日、六本木ヒルズアリーナ）[65]
- パパママ一番 裸の少年 夏祭り！（2019年8月3日 - 23日、EXシアター六本木） - HiHi Jetsと合同公演[66][67]
- ジャニーズJr.8・8祭〜東京ドームから始まる〜（2019年8月8日、東京ドーム）[68]
- パパママ一番 裸の少年 夏祭り！〜家族そろってGoodbye Summer〜（2019年8月24日・25日、EXシアター六本木）[66]
- Summer Paradise 2020 俺担ヨシヨシ 自担推し推し 緊急特別魂（2020年8月11日 - 12日、TOKYO DOME CITY HALLからの有料生配信）[69][70]
- 緊急生配信!! Johnny's World Happy LIVE with YOU Jr.祭り 〜Wash Your Hands〜（2020年8月26日、TOKYO DOME CITY HALLからの無料生配信）[71]
- Johnnys' Jr. Island FES（2020年11月28日・29日、有料生配信）[72]
- サマステライブ THE FUTURE（2021年7月25日 - 8月5日、EXシアター六本木）[73]
- マイナビ サマステライブ 未来少年（2022年8月6日 - 18日、EXシアター六本木）[74]
- ALL Johnnys' Jr. 2023 わっしょいCAMP! in Dome（2023年7月16日・17日、京セラドーム大阪 / 8月19日・20日、東京ドーム）[75]
- Summer Paradise 2023（2023年7月23日 - 8月8日、TOKYO DOME CITY HALL）[26][76]
- SODA presents Battle of Rock 〜Mission of 7 MEN 侍〜（2024年4月23日・24日、ぴあアリーナMM） - ヤバイTシャツ屋さんとNovelbrightとの対バンライブ[14][77]
- SHOWbiz 2025（2025年1月5日 - 13日、有明アリーナ）[78][79]

### イベント
- Rakuten GirlsAward 2022 SPRING/SUMMER（2022年5月14日、幕張メッセ） - シークレットゲスト[4]
- MOUSE PEACE FES. 2024 1st Bite（2024年10月31日、パシフィコ横浜） - 中村・菅田・矢花[31][80]

### テレビドラマ
- 生ドラ!東京は24時「美大の駅伝」（2023年1月3日、フジテレビ） - 主演[81]

### テレビ番組
- 7 MEN 侍 ○○やります!（2024年3月31日 - 5月26日、MUSIC ON! TV）[82][83]

### ラジオ番組
- らじらー!サタデー（2022年4月2日 - 2024年3月30日、NHKラジオ第1放送） - 22時台MC（HiHi Jetsと美 少年と週替わりで担当）[84][85][86]

### 映画
- 映画 少年たち（2019年3月29日公開、松竹）[87]

### CM
- エヌ・シー・ジャパン「リネージュ M」（2019年5月 - ）[88]
- ミクシオマーケティング「TRICKS」（2024年2月 - ）[89]

### ネット配信
- ジャニーズJr.チャンネル → ジュニアCHANNEL（2019年8月16日 - 、YouTube） - 金曜日担当[90][91]